# Wilhelm Starlinger
Wilhelm Starlinger (* 22. Dezember 1898 in Wien; † 4. Oktober 1956 in Oldenburg (Oldenburg)) war ein deutscher  Internist, Gulag-Gefangener und politischer Schriftsteller.

## Leben
Als Sohn des Psychiaters und Neurologen Josef Starlinger (1862–1943) besuchte Wilhelm Starlinger das von Benediktinern geleitete Stiftsgymnasium Seitenstetten. Ab 1917 studierte er Medizin an der Universität Wien. Eine 1915 erlittene Poliomyelitis machte ihn im Ersten Weltkrieg militäruntauglich. Nach dem Staatsexamen promovierte er 1922 zum Dr. med.
Die internistische Ausbildung absolvierte Starlinger in Wien und bei seinem Landsmann Eppinger in Freiburg im Breisgau, bei dem er sich 1927 habilitierte. 1928 wurde er Oberarzt, 1931 a. o. Professor. Im Juli 1933 trat er die Leitung des St. Elisabeth-Krankenhauses der Grauen Schwestern in Königsberg i. Pr. an. Zugleich lehrte er als apl. Professor Innere Medizin an der Albertus-Universität Königsberg.
Nach der Schlacht um Königsberg wurde Starlinger im April 1945 als Zivilgefangener der  Roten Armee mit der Einrichtung und Leitung von Seuchenkrankenhäusern für die deutsche Restbevölkerung in Königsberg/Kaliningrad beauftragt. Die deutschen Seuchenkrankenhäuser im früheren Garnisonslazarett Yorck-Straße und St. Elisabeth hatten im September 1945 eine Höchstauslastung von 2.000 Betten und bis März 1947 einen Durchgang von 13.200 Patienten. Es dominierten Typhus (8.000) und Flecktyphus (1.200), dazu kamen Ruhr, Malaria und Tuberkulose. Die Behandlung (ohne Medikamente) erfolgte „unter im Abendland so noch nicht beobachteten Elementarbedingungen“. Trotzdem lag die Seuchensterblichkeit nach Starlinger mit 20 % ungleich niedriger als die „mörderische allgemeine Sterblichkeit“ in der gleichen Zeit von April 1945 bis März 1947 (besonders durch Hunger, Entkräftung und resultierende Krankheiten, aber auch Totschlag, Mord und Selbsttötungen). Ihr fielen 75 % der deutschen Zivilbevölkerung, die im Wesentlichen aus Frauen, Kindern und Alten bestand, zum Opfer. Starlinger war bis August 1946 Ärztlicher Leiter der deutschen Seuchenkrankenhäuser, dann unter einer sowjetischen Chefärztin Beratender Arzt. Er wurde verhaftet und unter der Anklage „faschistischer Durchsetzung des Krankenhauses“ im Verlaufe eines dreimonatigen Schauprozesses nach einjähriger Untersuchungshaft „wegen konterrevolutionärer Gesinnung und Haltung“ am 30. Dezember 1947 zu zehnjähriger Zwangsarbeit im Gulag verurteilt. Starlinger vermutet als eigentlichen Grund, dass er als Zeuge des in Königsberg Erlebten für immer verschwinden sollte. Im Februar 1948 musste er in ein „Regimelager“ bei der Bernsteinmanufaktur Palmnicken, dann war er Lagerarzt im DubrawLag in Potma in der Mordwinischen ASSR im europäischen Teil der Sowjetunion. 
In den zwei Jahren, die Starlinger nach der vorzeitigen Freilassung im Januar 1954 in Westdeutschland noch verblieben, schrieb er aus seinem persönlich Erlebten heraus politische Bücher, vor allem zur Sowjetunion, ihrem Unterdrückungsapparat und ihren Menschen. Er starb mit knapp 58 Jahren.
Starlinger hatte drei Kinder aus seiner ersten Ehe mit Maria Rendulic, darunter den 1931 in Freiburg geborenen Sohn Peter Starlinger, der später Genetiker und Molekularbiologe in Köln wurde. In zweiter Ehe heiratete er im Dezember 1944 die Gutsbesitzerstochter und spätere CDU-Politikerin Ursula geb. Keitzke.

## Werke
- Fortgeführte Untersuchungen über die sogenannte Reversion der Hämolyse. Springer-Verlag, Berlin 1926
- Grenzen der Sowjetmacht im Spiegel einer West-Ostbegegnung hinter Palisaden von 1945–1954. Mit einem Bericht der Deutschen Seuchenkrankenhäuser Yorck und St. Elisabeth über das Leben und Sterben in Königsberg von 1945–1947; zugleich ein Beitrag zur Kenntnis des Ablaufes gekoppelter Großseuchen unter elementaren Bedingungen. Beihefte zum Jahrbuch der Albertus-Universität Königsberg Bd. IX., Holzner-Verlag, Kitzingen-Main 1954 (Paris 1956)
- Russland und die Atlantische Gemeinschaft. Marienburg-Verlag, Würzburg 1957
- Hinter Russland China. Marienburg-Verlag, Würzburg 1957
- Derrière la Russie: La Chine. Édition Spes, Paris 1958
- Stalin und seine Erben. Marienburg-Verlag, Würzburg 1957

## Zeitzeugin
Einen ausführlichen Bericht über die ersten Nachkriegsjahre bei Starlinger im deutsch-russischen Krankenhaus hat Dr. Margarete Siegmund am 15. April 1983 hinterlassen.